# Eacles oslari
Eacles oslari — вид великих нічних метеликів роду Eacles з родини сатурнієвих, підродини Ceratocampinae, зустрічається в Північній Америці.

## Ареал
Зустрічається в США та Мексиці: від гірських хребтів Аризони (США) на півночі до півдня до Сонори, Сіналоа та Чіуауа (Мексика).

## Опис
Дорослі особини E. oslari — великі метелики, розмах крил 11,2-14,6 см. Верхня сторона — жовта з пурпурно-коричневими лініями і плямами. Самці оранжево-коричневі, самки - коричневі. Дорослі метелики з'являються в липні-серпні, не живляться.

### Гусениці
Гусениці E. oslari живляться мексиканським блакитним дубом (Quercus oblongifolia), дубом Quercus emoryi, мильним деревом (Sapindus saponaria) та іншими.